# Кини
Енри́ке де Ка́стро Гонса́лес (на испански: Enrique de Castro González), по-популярен като Кини е бивш испански футболист и един от най-добрите нападатели на Испания за всички времена. След легендарния Телмо Сара, Кини е испанецът голмайстор №2 във вечната ранглиста на Примера дивисион и един от тримата петкратни носители на Трофей Пичичи, който се присъжда на голмайстора за годината в Ла Лига. Другите двама са чужденците Алфредо ди Стефано и Уго Санчес.

## Състезателна кариера
Започва да тренира футбол в скромния „Боско Енсидеса“. През 1967 г. преминава в шампиона на трета испанска дивизия „Клуб Депортиво Енсидеса“, където прави истински фурор. В мач за младежката формация на клуба отбелязва 4 гола срещу Спортинг Хихон и привлича вниманието на специалистите към себе си. Пристигат оферти от Реал Овиедо и Спортинг Хихон.

### Спортинг Хихон
На 9 ноември 1968 г. Кини подписва договор с клуба, който тогава се състезава в Сегунда дивисион. Дебютът му за Спортинг е на 22 декември в мач срещу Реал Бетис игран на Естадио Бенито Вилямарин и завършил с победа 1:0 в полза на домакините от Севиля. През сезон 1969 – 70 печели Трофей Пичичи на Сегунда като отбелязва 21 гола, както и през сезон 1976 – 77 с 26 гола. С клуба от Хихон е и трикратен голмайстор на Примера дивисион. През сезон 1973 – 74 с 20 гола, 1975 – 76 с 21 гола, както и през 1979 – 80 с 24 гола.

### Барселона
На 1 юни 1980 г. старши треньорът на Барселона Удо Латек го привлича в състава си срещу значителната за онези години трансферна сума от 80 милиона песети.
Дебютът му в Барса е увенчан с гол за победата с 4:0 над Кадис.
В първите си два сезона отбелязва общо 47 гола в първенството, които му носят голмайсторските призове за 1980 – 81 и 1981 – 82 в Ла Лига.
През 1981 г. носи на „каталунците“ Купата на Краля, като във финалната среща отбелязва два гола за победата с 3:1 над бившия си клуб Спортинг Хихон.
През сезон 1981 – 82 печели КНК клед като във финала отбелязва победното попадение за 2:1 над Стандард Лиеж
На 24 януари 1982 г. Кини става автор на гол № 3000 за Барселона в елита.
На 10 септември 1984 г., на 35-годишна възраст играе последния си мач за „каталунците“. В бенефиса му взимат участие звезди като Марадона, Кройф, Арконада, Кемпес, Н’Коно, Камачо и др.
Впоследствие се завръща в бившия си клуб Спортинг за още три сезона, за да се превърне в клубна легенда. Играе последния си мач на 14 юни 1987 г. срещу Барселона на 37-годишна възраст. И до момента Кини работи в Спортинг Хихон, където изпълнява функциите на делегат.

### Национален отбор
Кини дебютира за Испания на 28 октомври 1970 г. в приятелски мач срещу Гърция, игран на Ла Ромареда в Сарагоса и завършил с победа 2:1. За „Ла Фурия“ записва 35 мача в които отбелязва 8 гола. Участва на Мондиал 78 и Мондиал 82, както и на Евро 80.

## Отвличане и откуп
На 1 март 1981 г. след тренировка на Камп Ноу Кини се отправя с личния си автомобил към Летище Ел Прат в Барселона за да посрещне съпругата и децата си, които се прибират от почивка в Астурия. По пътя футболистът е похитен.
Един час по-късно службата за сигурност на футболен клуб Барселона и Националната полиция на Каталония започват издирването му. На 3 март пресслужбата на „ФК Барселона“ прави официално изявление и обявява Енрике де Кастро Гонсалес „Кини“ за изчезнал.
Сутринта на 4 март в офиса на футболния клуб се обажда един от похитителите, представил за член на „Испански каталонски батальон“ (ИКБ), известен със своите антикаталонски акции, и поема отговорност за отвличането на Кини.
Неговите искания са за откуп в размер на 100 милиона песети (1,2 милиона долара), които трябва да бъдат преведени по сметка в швейцарска банка. Другият ултиматум на похитителя е, че Барса не трябва да спечели Шампионата на Испания. Ръководството на ФК Барселона прехвърлят исканата сума по сметката веднага.
Съотборниците на Кини свикват пресконференция, на която един от лидерите на отбора Бернд Шустер заявява, че играчите на клуба се отказват от претенциите си към златните медали в първенството, ако това означава похитителите да освободят Кини. В следващите шест мача „каталунците“ печелят едва една точка и губят шанс за титлата.
На 18 март полицията на Каталония получава необходимата информация и арестува 26-годишния електротехник Виктор Мануел Диас Естебан, един от похитителите и член на ИКБ. По време на разпита той издава останалите членове, като съобщава точното им местонахождение в Арагон.
На 25 март 1981 г. полицейските сили на Каталония и Арагон провеждат съвместна акция в покрайнините на Сарагоса, като атакуват малък хангар, в който има сведения, че се намират двама въоръжени похитители. След стрелба е ранен един полицай, един от похитителите е убит, а вторият е заловен жив. Под ламарини на пода е открито скривалище с размери 3 на 4 метра и в него е открит футболистът. 
На сутринта на 26 март, след 25 дни в плен, Кини е посрещнат по улиците на Барселона и аплодиран от 130 000 жители.
На 15 януари 1982 г. след съдебен процес двамата похитители получават присъди от по 10 г. лишаване от свобода.

## Успехи
Барселона
- Купа на носителите на купи (1): 1981 – 82
- Купа на краля (2): 1980 – 81 1982 – 83
- Суперкопа де Еспаня (1): 1983
- Купа на Испанката лига (1): 1982 – 83

Индивидуални
- Награда на Дон Балон за Футболист на годината в Испания (1): 1978 – 79
- Трофей Пичичи в Примера дивисион (5): 1973 – 74, 1975 – 76, 1979 – 80, 1980 – 81, 1981 – 82
  - Трофей Пичичи в Сегунда дивисион (2): 1969 – 70, 1976 – 77